# Corynoneura kiefferi
Corynoneura kiefferi är en tvåvingeart som beskrevs av Goetgehbuer och Lenz 1939. Corynoneura kiefferi ingår i släktet Corynoneura och familjen fjädermyggor. Inga underarter finns listade i Catalogue of Life.